# 安城欽寿
安城 欽寿（あんじょう きんじゅ、1934年3月15日 - 2024年9月25日）は日本の実業家。京セラ株式会社代表取締役社長を務めた。

## 人物・経歴
新潟県西蒲原郡味方村（現新潟市南区）出身。1954年新潟明訓高等学校を経て、1960年東京経済大学経済学部卒業。京セラで副社長を経て、1986年から創業者稲盛和夫から譲られ代表取締役社長を務めた。副会長、相談役を経て、2007年財団法人京都花鳥館理事長。
2024年9月25日、京都市内の病院で死去。